# Ópera nacional de Bucarest
La Ópera nacional de Bucarest (en rumano: Opera Naţională București) es el nombre que recibe una de las compañías de ópera y ballet nacionales de Rumania, a la vez es el nombre del edificio histórico en Bucarest que la alberga, y que fue levantado en 1953 cerca del barrio de Cotroceni, obra de Octav Doicescu. La primera ópera realizada allí fue la "Reina de Picas" de Tchaikovsky el 9 de enero de 1954; el primer ballet fue Coppélia, la noche siguiente. Su auditorio tiene 952 asientos, pero de vez en cuando los conciertos se llevan a cabo en el Foyer de color amarillo con un máximo de 200 asientos. La compañía presentó 182 actuaciones en 2009 (frente a 146 en 2006).